# Choisy-au-Bac
Choisy-au-Bac és un municipi francès, situat al departament de l'Oise i a la regió dels Alts de França. L'any 2007 tenia 3.462 habitants.

## Demografia

### Població
El 2007 la població de fet de Choisy-au-Bac era de 3.462 persones. Hi havia 1.341 famílies de les quals 270 eren unipersonals (101 homes vivint sols i 169 dones vivint soles), 463 parelles sense fills, 471 parelles amb fills i 137 famílies monoparentals amb fills.
La població ha evolucionat segons el següent gràfic:
Habitants censats

### Habitatges
El 2007 hi havia 1.426 habitatges, 1.355 eren l'habitatge principal de la família, 26 eren segones residències i 45 estaven desocupats. 1.222 eren cases i 198 eren apartaments. Dels 1.355 habitatges principals, 977 estaven ocupats pels seus propietaris, 338 estaven llogats i ocupats pels llogaters i 40 estaven cedits a títol gratuït; 26 tenien una cambra, 54 en tenien dues, 180 en tenien tres, 359 en tenien quatre i 736 en tenien cinc o més. 1.082 habitatges disposaven pel capbaix d'una plaça de pàrquing. A 594 habitatges hi havia un automòbil i a 650 n'hi havia dos o més.

### Piràmide de població
La piràmide de població per edats i sexe el 2009 era:
| Homes | Edats   | Dones |
| ----- | ------- | ----- |
| 0     | 95 o +  | 4     |
| 0     | 90 a 94 | 0     |
| 12    | 85 a 89 | 8     |
| 24    | 80 a 84 | 16    |
| 40    | 75 a 79 | 52    |
| 52    | 70 a 74 | 68    |
| 84    | 65 a 69 | 72    |
| 72    | 60 a 64 | 104   |
| 72    | 55 a 59 | 72    |
| 164   | 50 a 54 | 144   |
| 160   | 45 a 49 | 152   |
| 184   | 40 a 44 | 164   |
| 120   | 35 a 39 | 160   |
| 76    | 30 a 34 | 96    |
| 72    | 25 a 29 | 88    |
| 108   | 20 a 24 | 72    |
| 188   | 15 a 19 | 192   |
| 149   | 10 a 14 | 176   |
| 132   | 5 a 9   | 92    |
| 68    | 0 a 4   | 84    |

## Economia
El 2007 la població en edat de treballar era de 2.256 persones, 1.582 eren actives i 674 eren inactives. De les 1.582 persones actives 1.464 estaven ocupades (772 homes i 692 dones) i 118 estaven aturades (55 homes i 63 dones). De les 674 persones inactives 249 estaven jubilades, 203 estaven estudiant i 222 estaven classificades com a «altres inactius».

### Ingressos
El 2009 a Choisy-au-Bac hi havia 1.337 unitats fiscals que integraven 3.532,5 persones, la mediana anual d'ingressos fiscals per persona era de 21.977 €.

### Activitats econòmiques
Dels 137 establiments que hi havia el 2007, 2 eren d'empreses alimentàries, 1 d'una empresa de fabricació de material elèctric, 1 d'una empresa de fabricació d'elements pel transport, 1 d'una empresa de fabricació d'altres productes industrials, 18 d'empreses de construcció, 31 d'empreses de comerç i reparació d'automòbils, 10 d'empreses de transport, 6 d'empreses d'hostatgeria i restauració, 2 d'empreses d'informació i comunicació, 7 d'empreses financeres, 6 d'empreses immobiliàries, 19 d'empreses de serveis, 22 d'entitats de l'administració pública i 11 d'empreses classificades com a «altres activitats de serveis».
Dels 34 establiments de servei als particulars que hi havia el 2009, 1 era una gendarmeria, 1 oficina de correu, 1 una oficina bancària, 3 tallers de reparació d'automòbils i de material agrícola, 1 taller d'inspecció tècnica de vehicles, 1 autoescola, 4 paletes, 1 guixaire pintor, 3 fusteries, 1 lampisteria, 2 electricistes, 4 empreses de construcció, 2 perruqueries, 4 restaurants, 1 agència immobiliària, 1 tintoreria i 3 salons de bellesa.
Dels 10 establiments comercials que hi havia el 2009, 1 era un hipermercat, 1 una botiga de menys de 120 m², 1 una fleca, 1 una peixateria, 1 una llibreria, 1 una botiga de roba i 4 floristeries.
L'any 2000 a Choisy-au-Bac hi havia 3 explotacions agrícoles.

## Equipaments sanitaris i escolars
L'únic equipament sanitari que hi havia el 2009 era una farmàcia.
El 2009 hi havia 2 escoles maternals i 2 escoles elementals.

## Poblacions més properes
El següent diagrama mostra les poblacions més properes.